# Ринкон (Џорџија)
Ринкон (енгл. Rincon) град је у америчкој савезној држави Џорџија. По попису становништва из 2010. у њему је живело 8.836 становника.

## Демографија
Према попису становништва из 2010. у граду је живело 8.836 становника, што је 4.460 (101,9%) становника више него 2000. године.
| Група             | 2000.         | 2010.         |
| Белци             | 3.299 (75,4%) | 6.129 (69,4%) |
| Афроамериканци    | 837 (19,1%)   | 1.866 (21,1%) |
| Азијати           | 38 (0,9%)     | 170 (1,9%)    |
| Хиспаноамериканци | 129 (2,9%)    | 421 (4,8%)    |
| Укупно            | 4.376         | 8.836         |